# Amphimallon vivesi
Amphimallon vivesi es una especie de coleóptero de la familia Scarabaeidae. Es endémico de la España peninsular.